# 王傳福
王傳福（1966年2月15日—），安徽无为人，中华人民共和国企业家，比亞迪股份有限公司創始人、前董事長兼總裁，是深圳市人大代表、人大常委。

## 生平
王傳福出生于安徽省巢湖专区无为县，畢業於中南工业大学，後進入北京有色金属研究总院，歷任副主任，主任，副教授。他所創的比亞迪公司從製造電池出發，再進軍手機零組件，後併購汽車公司，現在正在向油電混合動力車方向發展，他也是中國電動汽車知名人物。
比亞迪股份有限公司（簡稱比亞迪）2002年在香港主板上市，王传福拥有27.83%的股份。
2009年9月28日发布的2009胡润中国百富榜上以350亿身家成为中国大陆首富。

## 外部連結
- 比亞迪股份有限公司 （页面存档备份，存于）（官方網站）
- 新浪財經人物 （页面存档备份，存于）
- Youtube （页面存档备份，存于）